# إنسانوية (فلسفة)
الإنسانوية (بالإنجليزية: Humanism) هي مجموعة من وجهات النظر الفلسفية والأخلاقية التي تركز على قيمة وكفاءة الإنسان، سواء كان فردًا أو جماعة، وتفضل عمومًا التفكير والاستدلال (العقلانية، التجريبية) على المذاهب أو العقائد الثابتة أو المنزلة (الإيمانية). تنوع معاني مصطلح الإنسانوية جعله غامضاً، فقد كان هناك التباس مستمر باستخدام هذا المصطلح لأن حركات فكرية مختلفة كانت قد عرفت نفسها باستخدامه عبر الزمن. وتشير الإنسانوية في الفلسفة والعلوم الاجتماعية إلى اتجاه يؤكد بشكل خاص على فكرة «الطبيعة البشرية» (خلافاً للـ لا إنسانية). وقد أصبحت العديد من الحركات الإنسانوية في العصر الحديث منحازة بقوة إلى العلمانية، حيث يستخدم مصطلح الإنسانوية عادةً كمرادف للاعتقادات غير التوحيدية فيما يتعلق بأفكار مثل المعنى والهدف، ومع ذلك فقد كان الإنسانيون الأوائل متدينيين، مثل أولريش فون هوتن الذي كان مؤيداً قوياً لمارتن لوثر والإصلاح البروتستانتي.
وقبل أن يرتبط المصطلح بالعلمانية، استخدمه المؤرخ الألماني والعالم اللغوي جورج فويت عام 1856 لوصف الحركة التي ازدهرت لإحياء التعلم الكلاسيكي خلال النهضة الإيطالية، وقد لاقى هذا التعريف قبولاً واسعاً.
حاولت الحركات الإنسانوية أثناء فترة عصر النهضة في أوروبا الغربية إظهار فائدة اكتساب التعلم من مصادر كلاسيكية تعود لما قبل المسيحية لغايات العلمانية مثل العلوم السياسية والخطابة. كلمة «إنساني Humanist» مشتقة من المصطلح الإيطالي umanista العائد للقرن 15 ويعني المعلم أو الباحث العلمي في الأدب اليوناني واللاتيني الكلاسيكي والفلسفة الأخلاقية وراءهما، بما في ذلك النهج إلى العلوم الإنسانوية.
خلال الثورة الفرنسية، وبعدها بقليل في ألمانيا (بفضل الهيجليين اليساريين)، بدأ مصطلح الإنسانوية يشير إلى الفلسفات والأخلاق التي ترتبط بالإنسان، دون الاهتمام بأية مفاهيم إلهية. وقد تطورت الإنسانوية الدينية كمنظمات دينية أكثر ليبرالية تهتم بشكل أكبر بالاتجاهات الإنسانوية. تدمج الإنسانوية الدينية الفلسفة الأخلاقية مع طقوس ومعتقدات بعض الديانات، رغم أنها تبقى متمركزة حول الاحتياجات والاهتمامات والقدرات الإنسانوية.
صاغ مصطلحَ الإنسانويّة فردريك نايتهامر Friedrich Niethammer في بداية القرن التاسع عشر للإشارة إلى نظام تعليميّ مبنيّ على دراسة الأدب الكلاسيكيّ (الإنسانويّة الكلاسيكيّة). وبشكل عام يشير المصطلح إلى وجهةِ نظرٍ تؤكد على مفهوم حريّة الإنسان وتقدّمه. وتنظر إليه باعتباره المسئول الوحيد عن تطوير وترقية الأفراد، وتؤكد الاهتمام بعلاقة الإنسان بالعالم.
ومع بداية الحركة الأخلاقية ثلاثينيات القرن العشرين، أصبح مصطلح «الإنسانوية» مرتبطاً على نحو متزايد مع الفلسفة الطبيعية، ومع العلمانية وعلمنة المجتمع. وقد عرف البيان الإنساني الأول، الذي شُكل رسميا في جامعة شيكاغو عام 1933 عرف الإنسانوية العلمانية بأنها إيديولوجية تتبنى السببية، القيم، والعدالة، بينما ترفض على وجه التحديد الأفكار الخارقة والدينية كأساس للأخلاق ولاتخاذ القرار. يعرف الاتحاد الدولي للدراسات الإنسانوية والأخلاقية وغيره من المنظمات ذلك ببساطة على أنه «الإنسانوية Humanism»، رسملتها ودون قيد أو شرط.

## الخلفية
يُشتق مصطلح «الإنسانويّة» من المفهوم اللاتينيّ humanitas والذي يعني (الطبيعة الإنسانيّة، الحضارة والطيبة). دخل المصطلح إلى الإنجليزيّة في القرن التاسع عشر. يتفق المؤرخون أن المصطلح يسبق التعريفات التي ظهرت لوصفه، والتي تشمل معانٍ عدة، أهمها إظهار الاحترام والإحسان تجاه رفقائنا من البشر، وتقدير قيمة التعلُّم البشريّ.
اشتكى النحويّ اللاتينيّ أولوس غيليوس Aulus Gellius في القرن الثاني بعد الميلاد:
أصابت كتابات غيليوس الغموض في العصور الوسطى، ولكنه أصبح المؤلف المفضّل لعصر النهضة الإيطاليّة. سمى مدرسو وشاعرو ودارسو الأدب الإغريقيّ واللاتينيّ أنفسهم «الإنسانيّين». يشير الأكاديميّون إلى سيسرو (106 – 43 ق.م)، المسؤول الأول للترويج لمصطلح humanitas، بأنه استخدم هذا اللفظ بدلالتين كما فعل معاصروه. فهو يعتبر أن البشر متميزون عن الحيوانات بأنهم ناطقون، وهي صفة تعود إلى العقل، الذي يجب أن يمكنهم من التعايش السلميّ مع بعضهم.
أما حاليًا، فيشير مصطلح الإنسانويّة إلى كلٍ من الاحترام الإنسانيّ تجاه رفقائنا من البشر، وإلى طريقة في الدراسة والمناظرة بين مجموعة مقبولة من المؤلفين واستخدام حذر للغة.

## التاريخ

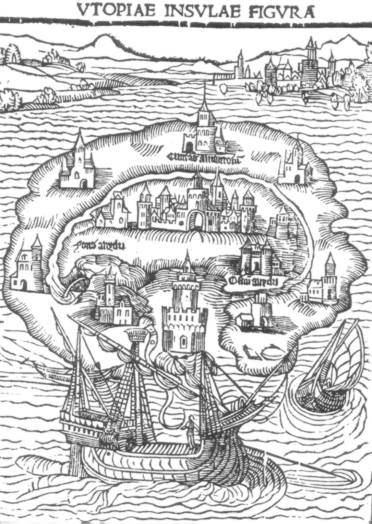
المجتمع المثالي المرتكز على المثل الإنسانوية كما تصوره توماس مور في كتابه يوتوبيا

إن مصطلح «الإنسانوية» غامض. فقد كان المصطلح Humanismus يستخدم في حوالي لوصف المناهج الدراسية الكلاسيكية التي تقدمها المدارس الألمانية قرابة عام 18، وتم إدخال مصطلح humanism إلى الإنكليزية بنفس المعنى بحلول 1836. استخدم المؤرخ وعالم اللغة الألماني جورج فويت مصطلح الإنسانوية في عام 1856 لوصف النهضة الإنسانوية، وهي الحركة التي ازدهرت في النهضة الإيطالية لإحياء التعلم الكلاسيكي، وقد حاز هذا الاستخدام على قبول واسع بين المؤرخين في العديد من الدول، خاصة إيطاليا. وهذا الاستخدام التاريخي والأدبي لكلمة «إنساني» مشتق من المصطلح الإيطالي umanista العائد للقرن 15، ومعناه المدرس أو الباحث في الأدب اليوناني واللاتيني الكلاسيكي والفلسفة الأخلاقية وراءهما.
إلا أن استخداماً مختلفاً للمصطلح بدأ بالظهور في منتصف القرن الثامن عشر. في 1765، تحدث مؤلف مقال مجهول في دورية التنوير الفرنسية عن أن «المحبة العامة للبشرية... فضيلة مجهولة جداً بيننا حتى الآن، وسوف أقدم على تسميتها بـ «الإنسانوية»، فقد حان الوقت لإنشاء لشيء ضروري وجميل كهذا». شهدت الفترة الأخيرة القرن الثامن عشر وبدايات القرن التاسع عشر نشأة الكثير من الجمعيات الخيرية الجماهيرية المكرسة للإصلاح البشري ونشر المعرفة (بعضها مسيحي، وبعضها لا). بعد الثورة الفرنسية، لاقت الفكرة القائلة بإمكانية إيجاد الفضيلة الإنسانوية بواسطة العقل البشري وحده بمعزل عن المؤسسات الدينية التقليدية، والمنسوبة لفلاسفة معارضين للثورة التنويرية مثل روسو، لاقت هجوماً عنيفاً، بوصفها تأليهاً للبشر، من قبل محافظين ذوي نفوذ سياسي وديني مثل إدموند بيرك وجوزيف دي مايستر. ثم بدأت الإنسانوية تحمل معنى سلبياً. وسجل قاموس أكسفورد الإنكليزي استخدام كلمة «الإنسانوية» من قبل رجل دين إنكليزي في عام 1812 على أنها إشارة إلى أولئك الذين يعتقدون بـ «الإنسانوية المجردة» للسيد المسيح (خلافاً للطبيعة الإلهية)، أي الموحدون والربوبيون. وفي هذا الجو المستقطب، الذي نزعت فيه الهيئات الكنسية المخضرمة بشكل غريزي إلى تطويق ومعارضة الإصلاحات السياسية والاجتماعية مثل تعزيز حق الانتخاب والتعليم الشامل وما شابه ذلك، تبنى الراديكاليون والإصلاحيون الليبراليون فكرة الإنسانوية كديانة بديلة للبشر. استخدم اللاسلطوي برودون (الذي اشتهر بتصريحه أن «الملكية هي سرقة») مصطلح الإنسانوية على أنه «عبادة أو تأليه البشر» (بالفرنسية: culte, déification de l’humanité)، كما صرح إرنست رينان في مؤلفه مستقبل المعرفة: أفكار عن 1848 (بالفرنسية: L’avenir de la science: pensées de 1848) فقال: «إني على قناعة راسخة بأن الإنسانوية النقية ستكون دين المستقبل، فهي عبادة كل ما يتعلق بالإنسان، كل الحياة مكرسة ومرفوعة إلى مستوى القيم الأخلاقية».
وفي نفس الفترة تقريباً كانت كلمة «الإنسانوية» كفلسفة متمحورة حول الجنس البشري (في مقابل الدين المؤسسي) تستخدم أيضا في ألمانيا من قبل المدعوين بالهيجليين اليساريين، أرنولد روج، وكارل ماركس، الذين انتقدوا التدخل الكبير للكنيسة في الحكومة الألمانية القمعية. كان هناك ارتباك مستمر بين عدة استخدامات: فقد بحث الإنسانيون الفلسفيون عن قدماء المهتمين بالبشر، بين الفلاسفة اليونانيين والشخصيات العظيمة في التاريخ عصر النهضة.

### الأسلاف

#### جنوب آسيا
لفظت الفلسفة المتمحورة حول الإنسان أي قوى فوق طبيعية قبل الميلاد بنحو 1500 عامًا في نظام شارفاكا من الفلسفة الهنديّة. يحتوي «ناسادیا سوکتا»، مقطع من ريجفدا (نصوص هنديّة مقدَّسة)، على التأكيد الأول على اللا أدريّة. وفي القرن السادس قبل الميلاد، عبَّر غواتاما بوذا عن هذا الموقف الشكوكيّ تجاه القوى فوق الطبيعية في المقطع التالي:
ومثال آخر إلى التفكير الإنسانويّ الآسيويّ القديم في العقيدة الزرادشتيّة (غاتاها)، بين 1000 ق.م و600 ق.م في إيران العظمى. تتصور الفلسفة الزرادشتيّة مفهوم الجنس البشريّ باعتباره يتكوّن من كائنات مُفكّرة، مُكرَّمة بالقدرة على الاختيار طبقًا للتفكير والتي يتلقاها الإنسان من الإله (أهورامزدا). تتمثل فكرة الإله أهورامزدا في أنه إله لا يتدخل في شئون البشر وهو الخالق الأعظم للكون، جنبًا إلى جنب مع نظام أخلاقيّ يعتبر كلَ شخصٍ مسئولًا عن أفعاله واختياراته الحرة أخلاقيًا في الحياة الآخرة. وكانت هذه الأهمية التي أعطتها الزرادشتيّة للفكر والمسئوليّة الشخصيّة ومفهوم الإله الذي لا يتدخل، مصدرَ إلهام لعدد من مفكري التنوير الإنسانيّين في أوروبا مثل فولتير ومونتسكيو.

#### اليونان القديمة
كان طاليس وكزينوفانيس، فيلسوفان يونانيان في القرن السادس قبل الميلاد قبل سقراط، أوائل الذين حاولوا تفسير العالم من وجهة نظر العقل البشري بدلاً من الأساطير والتقاليد، في المنطقة. وبالتالي يمكن القول بأنهما أول الإنسانيين اليونانيين. شكك طاليس في فكرة الآلهة المجسدة ورفض كزينوفانيس الاعتراف بآلهة زمنه وتحفظ بالأولوهية لمبدأ الوحدة الوجود. وكانوا هؤلاء اليونانيون الأيونيون أوائل المفكرين الذين أكدوا أنه بالإمكان دراسة الطبيعة بشكل منفصل عن الخوارق. جلب أناكساغوراس فلسفة وروح التحقق العقلاني من إيونيا إلى أثينا. وكان بريكليس زعيم أثينا خلال فترة مجدها القصوى معجباً بأناكساغوراس. ومن الفلاسفة العقلانيين المؤثرين قبل سقراط نذكر بروتاغوراس (وكان صديقاً لبريكليس مثل أناكساغوراس) والمعروف بقوله المأثور "الإنسان هو مقياس كل شيء"، وديموقريطوس الذي افترض أن المادة مكونة من ذرات. القليل فقط من كتابات هؤلاء الفلاسفة لازال موجوداً، وهم معروفون بشكل أساسي بسبب اجتزاءات واقتباسات الآخرين عنهم، أمثال أفلاطون وأرسطو. كما يحظى المؤرخ ثوسيديديس، والمميز بنهجه العلمي والعقلاني في التاريخ، يحظى بإعجاب كبير من قبل الإنسانيين اللاحقين. اشتهر أبيقور في القرن الثالث قبل الميلاد بسبب صياغته الموجزة لمشكلة الشر، عدم اعتقاده بالآخرة، والنهج المتمحورة حول الإنسان والتي تهدف لتحقيق "السعادة (eudaimonia). وكان أيضاً أول فيلسوف يوناني يقبل النساء في مدرسته بشكل رسمي.

#### العصور الوسطى الإسلامية
استمر العديد من المفكرين في العصور الوسطى الإسلامية في النقاشات الإنسانوية، العقلانية والعلمية خلال بحثهم عن المعارف والمعاني والقيم. وتظهر مجموعة واسعة من الكتابات الإسلامية عن الحب والشعر والتاريخ والتوحيد الفلسفي أن الفكر الإسلامي في العصور الوسطى كان مفتوحاً للأفكار الإنسانوية الفردية، العلمانية السببية، الشكوكية، والليبرالية.
وفقاً لعماد الدين أحمد، فإن أحد أسباب ازدهار العالم الإسلامي خلال العصور الوسطى كان التركيز المبكر على حرية التعبير، كما لخصها الهاشمي (ابن عم الخليفة المأمون) في الرسالة التالية إلى معارض ديني كان الهاشمي يحاول دعوته بواسطة العقل:
وفقاً لجورج مقدسي، فإن جوانب معينة من إنسانية النهضة تعود جذورها إلى العصر الذهبي للإسلام، بما في ذلك فن الإملاء (باللاتينية: ARS dictaminis)، و«الموقف الإنساني تجاه اللغة الكلاسيكية».

### عصر النهضة
كانت النهضة الإنسانوية حركة فكرية في أوروبا في وقت لاحق من عصور وسطى وأوائل العصر الحديث. في القرن التاسع عشر قام المؤرخ الألماني جورج فويت (1827 - 91) بتصنيف بترارك كأول إنساني في عصر النهضة. يوافق بول جونسون على أن بترارك كان «أول من قام بتسمية القرون التي كانت بين سقوط روما والوقت الحاضر بعصر الظلام». استناداً إلى بترارك، إن ما لزم لعلاج الموقف كان الدراسة الدقيقة ومحاكاة أدباء الكلاسيكية العظماء. بالنسبة لبترارك وجيوفاني بوكاتشيو.كان شيشرون المعلم الأعظم الذي كان نثره نموذج لكل من النثر المتعلم (اللاتيني) والنثر العامي (الإيطالي).
عندما يتم إتقان اللغة قواعدياً يصبح من الممكن استخدامها لتحقيق المرحلة الثانية، البلاغة والفصاحة. فن الإقناع هذا (الذي تبناه سيسرو) لم يكن فناً لأجل ذاته، بل اكتساب القدرة على إقناع الآخرين - الجميع رجال ونساء - لقيادة الحياة الجديدة. كما صاغها بترارك، الأفضل أن تريد الخير على أن تعرف الحقيقة. بلاغة كهذه قادت إلى واحتضنت الفلسفة. ليوناردو بروني (1369 - 1444)، الباحث المتميز للجيل الجديد، أصر على أن بترارتش هو من «أتاح لنا الطريق لنرى كيفية اكتساب التعلم» لكن أول استخدام لكلمة إنساني كان في عصر بورني، وأدرجت مواضيع دراستها كخمسة: النحو، البلاغة، الشعر، الفلسفة الأخلاقية والتاريخ.
كان التدريب الأساسي للإنسانية التحدث جيداً والكتابة (عادة في شكل خطاب)، أحد أتباع بترارك وهو كولوشيو سالوتيتشا (1331 - 1406) أصبح مستشاراً لفلورنسا «الذي دافع عن مصالحه بمهارته الأدبية». إدعى فيسكونتي ميلان أن قلم سالوتيتشا سبب أذى أكثر من ثلاثين سرب من الفرسان الفلورنسيين. وخلافاً للتفسير الحالي واسع النطاق بأن النشأة في شهرة وعصرية فويت، ياكوب بوركهارت والذي تم تبنيه بإخلاص خصوصاً من قبل أولئك الحداثيين الذين يسمون أنفسهم «إنسانيين»، معظم المتخصصين حالياً لا يميزوا النهضة الإنسانوية كحركة فلسفية ولا بأي شكل كشيء ضد المسيحية أو حتى ضد رجال الدين. إن مؤرخ حديث عليه القول:
لم تكن الإنسانوية برنامج ايديولوجي بل هي مجموعة من المعرفة الأدبية والمهارات اللغوية المبينة على «إحياء خطابات جيدة»، الذي كان إحياء علم فقه اللغة الأثري-المتأخر والنحو، تلك كانت طريقة فهم كلمة «إنساني» من قبل المعاصرين، وإذا كان المثقفون يوافقون على قبول الكلمة بهذا المعنى أكثر من المعنى الذي اُسْتُخْدِم في القرن التاسع عشر قد نستطيع تجنب كم لا بأس به من الجدال عديم الفائدة. مما لا شك فيه أنه كان للإنسانية عواقب أجتماعية وحتى سياسية عميقة على حياة المحاكم الإيطالية. لكن فكرة أنها كحركة كانت بطريقة ما معادية للكنيسة أو للنظام الاجتماعي المحافظ بشكل عام هي فكرة تم طرحها لقرن وأكثر دون تقديم أي دليل حقيقي.
في القرن التاسع عشر المؤرخ ياكوب بوركهارت في عمله الكلاسيكي حضارة عصر النهضة في إيطاليا، سجل كـ (حقيقة غريبة) أن بعض رجال الثقافة الجديدة كانوا «رجال التدين الأكثر تشدداً أو حتى الزاهدين». لو أنه تأمل بعمق أكثر في معنى المهن لبعض الإنسانيين مثل ابرودجيو ترافيرساري (1386 - 1439) أمين عام تنظيم الكمالدوليين، لربما ما كان ليتجه نحو وصف الإنسانوية ضمن شروط غير قاطعة بـ«الوثنية» وبالتالي تشجيع قرن من النقاش العقيم حول إمكانية وجود ما يسمى «الإنسانوية المسيحية» التي عليها أن تكون معارضة لـ«الإنسانوية الوثنية». بيتر بارتنر، عصرالنهضة في روما، صورة عن مجتمع 1500- 1559 (مطبعة جامعة كاليفورنيا 1979) ص 14-15.
الـ إنسانيين ينتقدون ما يعتبرون أنه اللاتينية البربرية للجامعات، لكن إحياء العلوم الإنسانوية لم يتعارض إلى حد كبير مع تدريس المواد الجامعية التقليدية والذي استمر كما كان سابقاً.
حتى الإنسانيين لم يعتبروا أنفسهن على خلاف مع المسيحية. البعض، مثل سالوتاتي، كانوا مستشاري المدن الإيطالية، لكن الغالبية (بما فيهم بترارك) تم وصفهم
بالكهنة، والكثير عملوا كمسؤولين كبار في المحكمة البابوية. بابوات النهضة الإنسانوية نيقولا الخامس، بيوس الثاني، سيكتوس الرابع، وليون العاشر كتبوا كتباً وقاموا بجمع مكتبات ضخمة.
في قمة عصر النهضة، في الحقيقة، كان هنالك أمل بأن المزيد من المعرفة المباشرة لحكمة العصور القديمة بما في ذلك كتابات آباء الكنيسة، أقرب النصوص اليونانية المعروفة من الإنجيل المسيحي، وفي بعض الحالات حتى قبالة (يهودية)، بإمكانية أن تفتتح عصراً متناغماً جديداً من التوافق العالمي. في نهاية هذه الفكرة، إن سلطات الكنيسة اليونانية الأرثوذكسية منحت الإنسانيين ما تبين لاحقاً أنه مستوى ملحوظ من حرية التفكير. أحد الإنسانيين، الأرثوذكسي اليوناني الأفلاطوني جميستس بلاثو (1355 - 1452)، المقيم في ميستارس-اليونان (لكن على تواصل مع الإنسانيين في فلورنسا، البندقية، وروما) قام بتدريس النسخة المسيحية من تعدد الآلهة.

#### العودة إلى المصادر

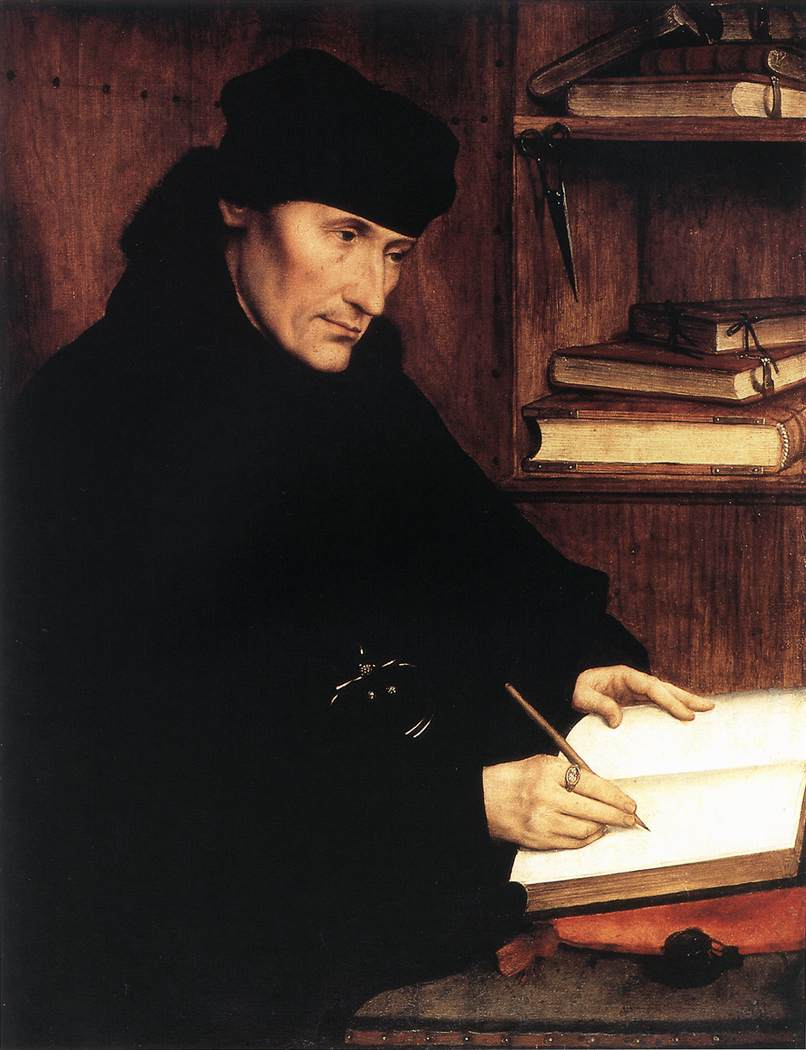
صورة من دسيدريوس إراسموس

قام الإنسانيون بدراسة عميقة للنصوص الأدبية اللاتينية، مكنتهم من تمييز الاختلافات التاريخية في أنماط الكتابة في فترات مختلفة. قياساً على ما اعتبروه انحدار اللاتينية، وطبقوا مبدأ العودة إلى المصادر أو (باللاتينية: Ad fontes)، عبر مجالات واسعة من التعلم والبحث في المخطوطات في الأدب الآبائي وكذلك في الكتب الوثنية.
في عام 1439، في حين أن العاملين في نابولي في بلاط ألفونسو الخامس ملك أراغون (في ذلك الوقت دخل في نزاع مع الولايات البابوية) استخدام الإنساني لورنزو فالا تحليل أسلوب النصوص، التي تسمى الآن فقه اللغة، لإثبات أن وثيقة منحة قسنطينة مزورة وذلك في القرن 8، وكان بموجب هذه الوثيقة منح سلطات دنيوية لبابا روما.
بالرغم من ذلك، وعلى امتداد سبعين سنة تلتها، لم يفكر فالا أو أي من معاصريه بتطبيق تقنيات فقه اللغة على مخطوطات أخرى مثيرة للجدل.
بدلاً من ذلك، بعد سقوط الإمبراطورية البيزنطية بيد الأتراك عام 1453، تدفق اللاجئون الأرثوذكسيون اليونانيون إلى إيطاليا، وتحول العلماء الإنسانيون على نحو متزايد لدراسةالأفلاطونية الحديثة وHermeticism، على أمل تسوية الخلافات بين الكنائس اليونانية والرومانية، وحتى بين المسيحية نفسها والعالم غير المسيحي .
جلب اللاجئون معهم المخطوطات اليونانية، ليس فقط من أفلاطون وأرسطو، بل وأيضاً الأناجيل المسيحية، التي لم تكن متاحة سابقاً في الغرب اللاتيني.
بعد 1517، عندما مكّن اختراع الطباعة الجديد إتاحة هذه النصوص على نطاق واسع، بدأ الهولندي الإنساني دسيدريوس إراسموس، الذي كان قد درس اليونانية في دار طباعة البندقية ألدو مانوتسيو، تحليلاً لغوياً من الإنجيل بطريقة فالا، وقارن بين النسخ الأصلية اليونانية مع ترجماتها اللاتينية بهدف تصحيح الأخطاء والتناقضات في اللاتينية.
ايراسموس، مع الفرنسي الإنساني جاك لوفيفر داتابل، عملا معاً وبدأ إصدار ترجمات جديدة، ووُضع الأساس لحركة الإصلاح البروتستانتية.
أصبحت النهضة الإنسانوية بعد ذلك تشعر بالقلق من الدين، وخاصة في شمال ألمانيا، في حين أن الإنسانوية الإيطالية والفرنسية تتركز بشكل متزايد على المنح الدراسية وفقه اللغة موجهة إلى جمهور ضيق من المتخصصين، وتجنب المواضيع التي قد تسيء إلى الحكام المستبدين أو التي يمكن أن ينظر إليها على أنها من تآكل الإيمان بشكل مدروس.
بعد الإصلاح، لم تستأنف دراسة نقدية للكتاب المقدس حتى ظهور ما يسمى النقد التاريخي لمدرسة توبنغن الألمانية في القرن 19.

#### النتائج
كان لمبدأ فونتس العديد من التطبيقات. جلبت إعادة اكتشاف المخطوطات القديمة لديهم معرفة أكثر عمقا ودقة من المدارس الفلسفية القديمة مثل الأبيقورية، والأفلاطونية الحديثة، الذين يمتلكون حكمه وثنيه انسانيه، مثل آباء الكنيسة القديمة، اتجهت، في البداية على الأقل، للنظره المستمدة من الوحي الإلهي، وبالتالي قابلة للتكيف مع حياة المسيحي الفضيلة. خط من الدراما من ترنتيوس، Homo sum, humani nihil a me alienum puto (or with nil for nihil، وهذا يعني «أنا إنسان، وأعتقد أن لا شيء إنساني غريب بالنسبة لي»، المعروفة منذ العصور القديمة من خلال تأييد القديس أوغسطين، آخذة في التزايد كمؤشر واضح للموقف الإنساني.
أفضل التعارف مع كتابات الفنية اليونانية والرومانية أيضا أثرت في تطور العلم الأوروبي (انظر تاريخ العلم فيتاريخ العلم في عصر النهضة). وكان هذا على الرغم من ما أليستر كاميرون (مشاهدة عصر النهضة في القرن 19 كفصل في مارس البطولي من التقدم) يدعو «الإعجاب المظهر لالعصور القديمة»، وفيها الأفلاطونية وقفت في المعارضة على تركيز أرسطو على ملاحظتها خصائص العالم المادي. ولكن الإنسانيون في عصر النهضة، الذين اعتبروا أنفسهم استعادة مجد ونبل العصور القديمة، ليست لها مصلحة في الابتكار العلمي. ومع ذلك، وبحلول منتصف إلى أواخر القرن 16، وحتى الجامعات، وإن كان لا يزال يهيمن عليها من قبل Scholasticism، بدأت للمطالبة بأن تقرأ أرسطو في نصوص دقيقة التعديل وفقا لمبادئ نهضة فقه اللغة، وبالتالي يمهد الطريق لمشاجرات غاليليو مع عادات عفا عليها الزمن من Scholasticism .
وكما أن الفنان والمخترع ليوناردو دا فينشي - تشارك من روح العصر وإن لم يكن نفسه إنساني - دراسة تدعو لتشريح جسم الإنسان، والطبيعة، والطقس لإثراء أعمال عصر النهضة للفن، لذلك الإسباني المولد الإنساني خوان لويس فيفيس (c 1493-1540) دعت المراقبة، والحرف، والعملية التقنيات لتحسين التعليم الرسمي في الفلسفة الأرسطية في الجامعات، مما يساعد على تحريرهم من قبضة القرون الوسطى المدرسية. [35] وهكذا مهدت الطريق لاعتماد نهج للفلسفة الطبيعية، استنادا إلى الملاحظات التجريبية والتجريب من الكون المادي، مما يجعل من الممكن ظهور عصر البحث العلمي التي تلت عصر النهضة.
وكان ذلك في التعليم أن برنامج الإنسانيين 'كانت أكثر النتائج دائم، المناهجهم الدراسية وأساليبهم.
وتلى في كل مكان، الذين يعملون كنماذج للمصلحين البروتستانت وكذلك اليسوعيون. المدرسة الإنسانوية، النابعة من فكرة أن دراسة اللغات الكلاسيكية والأدب قدمت معلومات قيمة والانضباط الفكري، فضلا عن المعايير الأخلاقية والذوق المتحضر لحكام المستقبل، وقادة، والمهنيين من مجتمعها، ازدهرت دون انقطاع، من خلال العديد من كبير التغييرات، حتى القرن الحالي ونجت من العديد من الثورات الدينية والسياسية والاجتماعية. ولكن تم استبداله مؤخرا، على الرغم أنه لم يكتمل تماما، من خلال أشكال أخرى أكثر عملية وأقل تطلبا من التعليم.

### من عصر النهضة إلى الإنسانوية الحديثة
جاء التطور من عصر النهضة إلى عصر الإنسانوية في القرون 19 و 20 عن طريق : غاليليو وايراسموس
أما الناقد الثقافي ونظام التشغيل غينس فقد وضح أن كلمة إنساني خلال عصر النهضة عرفت بالبداية فقط بمصدر قلق للبشرية ، ورأى العديد من الإنسانيين في وقت مبكر لا انفصام بين هذا وإيمانهم المسيحي.
ومع ذلك من عصر النهضة نمت النزعة الإنسانوية العلمانية الحديثة، ومع تطور الانقسام بين العقل والدين
حدث هذا عندما تعرضت السلطة الكنيسة بالرضا في اثنين من المجالات الحيوية.
في العلم، ودعم غاليليو الثورة الكوبرنيكية وتمسك الكنيسة لنظريات أرسطو بالضيق ، مما يعرضهم للكذب.
في اللاهوت، أظهر الباحث إيراسموس الهولندية مع نظيره اليوناني النص الجديد أن انضمام الكاثوليك إلى اللاتينية كان في كثير من الأحيان ترجمة خطاء للكتاب المقدس.
وهكذا أجبر تثبيت إسفين صغيرة بين العقل والسلطة، لأن كلا منهم يفهم ذلك.

### القرنان 19 و20
تنسب عبارة «دين الإنسانوية» أحياناً إلى الأب المؤسس توماس بين، على الرغم من أنه غير واثق من استمرارية كتاباته. قال توني ديفيس عنه: «باين يُسمِّي نفسه المحسن، وهي كلمة يونانية تجمع بين «الله» و«الحب» و«الرجل», مشيراً إلى أنه على الرغم من أنه يؤمن في وجود من أنشأ الإدراك في الكون، قال إنه يرفض المطالب القائمة على التعاليم الدينية، ولا سيما المعجزات المتسامية والادعاءات العظيمة».
الجمعية الباريسية للمحسن التي أشرف عليها، والتي وصفها كاتب سيرته بأنه «رائد المجتمعات الأخلاقية والإنسانوية التي انتشرت فيما بعد»...[كتاب بين] (1793)...وتبرز هذه الادعائات الكبيرة من كتاب مقدس يجمع بين السخرية واسلوب بين في غرفة المشروبات لإظهار سخف من اللاهوت على مجموعة من غير متسقة، والاحجيات الشامي .
.
يدعو السرد من إجازته": العقلانية من القرن 18 ,الفيلسوفيين "المتطرفة", ومن الناحية التاريخية الألمانية يعود للقرن 19 نقد الكتاب المقدس من شان المنطق غيورغ فيلهلم فريدريش هيغل دافيد ستراوس لودفيغ فيورباخ.
الأول سياسي، إلى حد كبير، في فرنسا، «المشاريع الإنسانوية بطلة الحرية». والثاني هي الفلسفة الألمانية تسعى في مجملها من المعرفة والحكم الذاتي، تؤكد «التفاهم» بدلا من الحرية هي مفتاح تحقيق وتحرير الإنسان.
ان الموضوعين تقاربا وتنافسا بطرق معقدة في القرن الـ19 ومابعدها، وتبينت هذه الحدود من مختلف حركات الإنسانوية .("Man is a god to man" or "god is nothing [other than] man to himself"), وقد كتب فيورباخ .
الروائي الفيكتوري ماري آن إيفانس، المعروف في العالم جورج إليوت، الكلمة شتراوس («حياة يسوع»، 1846), ولودفيغ فيورباخ («جوهر المسيحية»). كتبت إلى صديق :
الزمالة بين الرجل والرجل الذي كان مبدأ التنمية الاجتماعية والأخلاقية لا تعتمد على مفاهيم ... فكرة من الله بقدر ما كان التأثير الروحى ، هو الإنسان الخير تماما (أي على تمجيد الإنسان).
.
إليوت ودائرتها ، الذي يشمل رفيقها جورج هنري لويس (سيرة من غوته المتحررة من العبودية.
والباحثة الاجتماعية هارييت مارتينو، وقد تأثر إلى حد كبير على التجاوب من أوغست كونت، معلم سياحي الذي ترجم .
كومتي اقترح على الالحاد «كولت» التي تأسست على مبادئ الإنسانوية - دين الإنسانوية (التي يعبدها القتلى منذ أكثر البشر الذين عاشوا ماتوا)، مع الإجازات والقداس على غرار طقوس ما كان المميز 
رغم أن في اللغة الإنجليزية أتباع مثل إليوت معلم سياحي في معظمها قاتمة رفضت مجموعة كاملة من جسده ، وقد أعجبتني فكرة الدين من الإنسانوية. كويت في الجنائز من رؤية الكون من أمر الحياة من أجل ""عيونـــــــي"" («الحياة»، من الذي يأتي من كلمة «الإيثار».
,
وتعظيمه للمرأة جعله من أبلغ أدباء وشعراء العصر الفيكتوري من جورج إليوت وماثيو أرنولد وتوماس هاردي.
الإنسانوية البريطانية جمعية دينية كانت واحدة من أقرب المنطلقين من المنظمات الإنسانوية المعاصرة مستأجرة في 1853 في لندن. هذه المجموعة المنظمة ديمقراطيا، مع الرجال والنساء المشاركة في انتخاب القيادة وتعزيز المعرفة من العلوم والفلسفة والفنون .
في فبراير 1877, استخدمت كلمة بازدراء، فيما يبدو لأول مرة في أمريكا ، إلى وصف فيليكس آدلر.
ادريل، ومع ذلك، لم تشمل على المدى الطويل، بل ابتدع اسم «الأخلاقية ثقافة» على حركة جديدة - الحركة التي لا تزال موجودة في هذا الآن إنساني - التابعة نيويورك جمعية الثقافة الأخلاقية
وفي 2008, كتب قادة الثقافة الأخلاقية: «اليوم، تحديد التاريخية والأخلاقية الثقافة وصف الحديث الأخلاقية والإنسانوية تستخدم بالتبادل».
.
[[في أوائل 1920, ] ]ف. س. شيلر]] وصف عمله «الإنسانوية» لكن شيلر هذا المصطلح يشير إلى البرجماتي فلسفة وشاطر وليام جيمس.
في 1929, تشارلز فرانسيس بوتر تأسس أول اتحاد المجتمع من نيويورك مجلسه الاستشاري المدرجة جوليان هكسلي، جون ديوي، ألبرت آينشتاين توماس مان. وبوتر كان من الوحدوية التقليد في 1930 أنه وزوجته كلارا كوك بوتر، «ا نسانية: دين جديد». طوال الثلاثينيات، بوتر دعاة الليبرالية من هذه الاسباب، ] ]حقوق المرأة] ], [الوصول إلى تحديد النسل] ], «الطلاق المدني القوانين», ووضع حد عقوبة الإعدام.
ريمون باء - براج، مساعد رئيس تحرير "إنساني" تسعى إلى تعزيز مساهمة من ليون ميلتون لن يقابل محامي بيرخيد، تشارلز فرانسيس بوتر، وعدة أعضاء من منظمة المؤتمر الغربية. طلب براج من روي الخشب بوابان مشروع وثيقة على أساس هذه المعلومات مما أدى إلى نشر " البيان الإنساني. في 1933. بوتر في كتابه البيان أصبح حجر الزاوية الإنسانوية الحديثة، إن هذا الدين إعلان جديد " أي دين يمكن أن نأمل أن تكون قوة ديناميكية توليفي اليوم يجب أن يكون على شكل احتياجات هذه الفئة العمرية. على إقامة هذا الدين هو ضرورة رئيسية من هذا ".
ثم قدمت أطروحات 15 من المبادئ الإنسانوية الأساسية في هذا الدين الجديد .
في 1941, إنساني الرابطة الأميركية تم تنظيمها. لاحظ أعضاء AHA المدرجة إسحاق أسيموف أفضل كاتب بمجال الخيال العلمى] ], الذين كان الرئيس من 1985 حتى وفاته في 1992, والكاتب كورت فونيجوت، الذي يتبع الرئيس الفخرى حتى وفاته في 2007.
جور فيدال أصبح الرئيس الفخري في 2009. روبرت بكمان رئيس الرابطة في كندا، وهو الآن الرئيس الفخري. { {اقتباس حاجة|تاريخ=يناير 2008}}
بعد الحرب العالمية الثانية، ثلاثة من أبرز رجال حقوق الإنسان والملحدون يتطلعون أول إدارة من انقسامات كبيرة من الامم المتحدة: جوليان هكسلي واليونسكو، وبروك تشيشولم ومنظمة الصحة العالمية، وجون بويد-أر، ومنظمة الأغذية والزراعة.
في 2004 الرابطة الإنسانوية الأمريكية، إلى جانب مجموعات أخرى تمثل الأدريّين، والملحدين، وفئات أخرى متحررة الفكر، انضمَّت إلى إنشاء التحالف العلماني في الولايات المتحدة الداعية في واشنطن العاصمة إلى الفصل بين الكنيسة والدولة على الصعيد الوطني، من أجل زيادة قبول اللا إلهيّين الأميركيين.

## أنواع من الإنسانوية

### النهضة الإنسانوية
كانت النهضة الإنسانوية حركة نشطة للإصلاح الثقافي والتعليمي قام بها المستشارون المدنيون والكنسيون، الجامعيون، المعلمون والكتاب، والذين بدأ يطلق عليهم «الإنسانيون umanisti» في أواخر القرن الخامس عشر. لقد تطورت خلال القرن الرابع عشر وبداية القرن الخامس عشر، وكانت رداً على التحدي المتمثل في التعليم الجامعي الدراسي، الذي كان يهيمن عليه آنذاك المنطق والفسلفة الأرسطوية. ركزت المدرسية على إعداد الرجال ليكونوا أطباء ومحامين أو علماء دين ومهنيين، حيث درست من الكتب المقررة في المنطق والفلسفة الطبيعية والطب والقانون واللاهوت وكانت كل من فلورنسا، نابولي، روما، البندقية، مانتوا، فيرارا، وأوربينو مراكز مهمة للإنسانية.
اعترض الإنسانيون على هذا النهج المنفعي والفكر الضيق المرتبط به. وسعوا لخلق مواطن (بما في ذلك النساء) قادر على التحدث والكتابة ببلاغة ووضوح، وبالتالي قادر على الانخراط في الحياة المدنية في مجتمعاتهم وإقناع الآخرين باتخاذ إجراءات فاضلة وحكمية. وذلك كان يتم من خلال دراسةstudia humanitatis والتي تعرف اليوم بالعلوم الإنسانوية: النحو والبلاغة والتاريخ والشعر والفلسفة الأخلاقية.
كبرنامج لإحياء الإرث الثقافي -الأدبي تحديداً- والفلسفة الأخلاقية من العصور الكلاسيكية القديمة، كانت الإنسانوية وضعاً ثقافياً سائداً وليس مجموعة قليلة من العباقرة المعزولين مثل جيوتو أو ليون باتيستا البرتي كما لا يزال يعتقد بشكل كبير في بعض الأحيان.
الإنسانوية العلمانية
الإنسانوية العلمانية هي نظرة شمولية للحياة، تشمل العقل البشري والطبيعة الميتافيزيقية للكون والأخلاق وتوزيع العدالة
وترفض بالمقابل الإدعاءات بوجود القوى الخارقة للطبيعة والأمور الإيمانية أو تلك الأمور الشبيهة بالعلوم والقائمة على التقوى (كالتنبؤ بالمستقبل بالاعتماد على تفسير الأحلام أو كطقوس التنجيم التي كانت تقوم بها بعض الديانات القديمة وتظهر على أنها علوم مستقلة) وكذلك الخرافات المتصورة والأساطير (كالرؤية الأسطورية لولادة الكون وتفسير الظواهر الطبيعية كإسناد هطول المطر لوجود إله للخصب)
وفي بعض الأحيان يشار للعلمانية الإنسانوية بكلمة Humanism -أو الإنسانوية - (باستخدام حرف كبير في البداية وبدون مؤهل صفة)
الاتحاد الدولي للدراسات الإنسانوية والأخلاقية (IHEU) هو اتحاد عالمي مكون من 117 منظمة من المنظمات الإنسانوية والأخلاقية والعقلانية تنويرية والإلحادية والعلمانية والمنظمات التي تدعو للتفكير الحر في 38 بلدا
شعار الإنسان السعيد هو الرمز الرسمي للإتحاد الدولي للدراسات الإنسانوية والأخلاقية بالإضافة لكونة الرمز المعترف به كشعار عالمي للعلمانية الإنسانوية
طبقاً للقانون الداخلي للـ IHEU في الفقرة 5.1
«الإنسانوية هي موقف ديمقراطي وأخلاقي يؤكد على أن البشر لهم الحق في إعطاء الشكل والمعنى الذي يريدونه لحياتهم الخاصة وتقف على بناء مجتمع أكثر إنسانية من خلال نظام أخلاقي قائم على القيم الطبيعية والبشرية بروح العقل والتساؤل الحر من خلال قدرات الإنسان.وهي مناقضة للنزعة الإيمانية حيث لا تقبل وجهات النظر الخارقة للواقع»

### النزعة الإنسانوية العلمانية
الإنسانوية العلمانية هي نظرة شمولية للحياة، تشمل العقل البشري والطبيعة الميتافيزيقية للكون والأخلاق وتوزيع العدالة وترفض بالمقابل الإدعاءات بوجود القوى الخارقة للطبيعة والأمور الإيمانية أو تلك الأمور الشبيهة بالعلوم والقائمة على التقوى (كالتنبؤ بالمستقبل بالاعتماد على تفسير الأحلام أو كطقوس التنجيم التي كانت تقوم بها بعض الديانات القديمة وتظهر على أنها علوم مستقلة) وكذلك الخرافات المتصورة والأساطير (كالرؤية الأسطورية لولادة الكون وتفسير الظواهر الطبيعية كإسناد هطول المطر لوجود إله للخصب)
وفي بعض الأحيان يشار للعلمانية الإنسانوية بكلمة Humanism -أو الإنسانوية - (باستخدام حرف كبير في البداية وبدون مؤهل صفة)
الاتحاد الدولي للدراسات الإنسانوية والأخلاقية (IHEU) هو اتحاد عالمي مكون من 117 منظمة من المنظمات الإنسانوية والأخلاقية والعقلانية التنويرية والإلحادية والعلمانية والمنظمات التي تدعو للتفكير الحر في 38 بلدا وشعار «الإنسان السعيد» هو الرمز الرسمي للإتحاد الدولي للدراسات الإنسانوية والأخلاقية بالإضافة لكونة الرمز المعترف به كشعار عالمي للعلمانية الإنسانوية
طبقاً للقانون الداخلي للـ IHEU في الفقرة 5.1
«الإنسانوية هي موقف ديمقراطي وأخلاقي يؤكد على أن البشر لهم الحق في إعطاء الشكل والمعنى الذي يريدونه لحياتهم الخاصة وتقف على بناء مجتمع أكثر إنسانية من خلال نظام أخلاقي قائم على القيم الطبيعية والبشرية بروح العقل والتساؤل الحر من خلال قدرات الإنسان.وهي مناقضة للنزعة الإيمانية حيث لا تقبل وجهات النظر الخارقة للواقع»

### الإنسانوية الدينية
الإنسانوية الدينية هي دمج للفلسفة الأخلاقية الإنسانوية مع الديانات والشعائر والمعتقدات التي تركز على احتياجات الإنسان واهتماماته وقدراته. وعلى الرغم من أن ممارسي الإنسانوية الدينية لم يُنظموا رسمياً تحت اسم «الإنسانوية» حتى أواخر 19 وأوائل القرن 20، إلا أن الأديان غير التوحيدية التي ترافقت مع الفلسفة الأخلاقية التي تتمحور حول الإنسان لها تاريخ طويل. وعبادة العقل (بالفرنسية: Culte de la Raison) كان دين يقوم على الربوبية وُضع خلال الثورة الفرنسية من قبل جاك هيبير، Pierre Gaspard Chaumette ومؤيديهم. في عام 1793 خلال الثورة الفرنسية، تحولت كاتدرائية نوتردام إلى «معبد للعقل والمنطق» وتم استبدال سيدة الحرية بالسيدة العذراء على عدة مذابح لفترة زمنية. في 1850s، أسس أوغست كونت (أبو علم الاجتماع) الوضعيه، وهو «دين إنساني». كانت الجمعية الإنسانوية الدينية واحدة من أولى المنظمات الإنسانوية المعاصرة المعترف بها حيث تشكلت عام 1853 في لندن. وقد نُظمت هذه المجموعة المبكرة بشكل ديمقراطي، وكان أعضاؤها من الذكور والإناث يشاركون في الانتخابات القيادية وتعزيز المعارف من علوم وفلسفة وفنون. تأسست حركة الثقافة الأخلاقية عام 1876. وقد تصورها مؤسسها فيليكس أدلر، وهو عضو سابق في الجمعية الدينية الحرة، كدين جديد من شأنه الإبقاء على الرسالة الأخلاقية في قلب من جميع الأديان. في نهاية المطاف كانت الثقافة الأخلاقية الدينية تلعب دوراً حاسماً في حياة الناس ومعالجة القضايا المهمة.

## الجدليات
تفترض الجدليات في بعض الأحيان تحولات ومنعطفات متناقضة حول الإنسانوية فالنقاد أوائل القرن 20th مثل عزرا باوند، TE هولم، و T.S. إليوت اعتبروا الإنسانوية عاطفية أو وجدانية (هولم) أو مؤنثة بشكل مفرط (باوند) المدافع الفاشي  كما أنه يريد أن يعود إلى المجتمع السلطوي الرجولي والذي (كما يعتقدون) كان موجودا في العصور الوسطى. ما بعد الحداثة النقاد الذين يصفون أنفسهم بـ مكافحة الإنسانيين، مثل جان فرانسوا ليوتار وميشيل فوكو، يؤكدون أن الإنسانوية تفترض فكرة مجردة مفرطة شاملة للإنسانية أو العالمية طبيعة الإنسان، والتي يمكن بعد ذلك أن تستخدم كذريعة للإمبريالية والهيمنة من قبل أولئك الذين يعتبرون بطريقة أو بأخرى أقل من الإنسان. الفيلسوف كيت سبر يُلاحظُ بأنّه ينتقد الإنسانويةِ للإخْفاق في الوصول إلى نماذجِه المُحسنةِ الخاصةِ، نتيجة لذلك مكافحو\ضِدّ الإنسانوية في كثير من الأحيان "يَخفون وجود خطابات إنسانية ". في كتابه، الانسانيه (1997)، يدعو توني ديفيز هؤلاء النقاد "إنساني مكافحة الإنسانوية". النقاد من مكافحة الإنسانوية، وأبرزهم يورغن هابرماس، إلى أنه في حين أن مكافحة الإنسانوية المضادة قد تبرز فشل الإنسانوية على الوفاء المثالي للتحررية، فإنها بالمقابل لا تقدم مشروعا تحرريا بديل من تلقاء نفسها. هابرماس  آخرون، مثل الفيلسوف الألماني هيدغر يعتبرون أنفسهم إنسانيين على غرار الإغريق القدماء، ولكن يعتقد أن تطبيق الإنسانوية يكون فقط للألمانية "العرق" وتحديدا إلى النازيين، وبالتالي، وبعبارة ديفيس '، كان من الإنسانيين الذين هم ضد الإنسانوية. هذه القراءة لفكر هايدغر هي في حد ذاتها مثيرة لجدل عميق، يضمن هايدغر آراءه الخاصة ونقده للانسانيه في رسالة عن الإنسانوية. يعترف ديفيز أنه بعد التجارب المروعة لحروب القرن 20 "أنه لم يعد من الممكن صياغة عبارات مثل" مصير الإنسان "أو" انتصار العقل البشري" من دون لحظة من الوعي للحماقة والوحشية التي تقف وراءها . "يكاد يكون من المستحيل التفكير في الجريمة التي لم ترتكب باسم العقل البشري". ويتابع حتى الآن، : "سيكون من الحكمة أن تتخلى ببساطة على الأرض التي تحتلها الإنسانوية التاريخية. لسبب واحد فلا تزال الإنسانوية في العديد من المناسبات البديل الوحيد المتاح للتعصب والاضطهاد. كما أن حرية التحدث والكتابة، لتنظيم حملة الدفاع عن المصالح الفردية أو الجماعية، للاحتجاج والعصيان: لا يمكن إلا أن تتمحور جميعها في شروط إنسانية ". يرى الإنسانيون الحديثون، أمثال كورليس لامونت أو كارل ساغان، أن الإنسانوية يجب أن تسعى للحقيقة من خلال العقل والملاحظة والتأييد الشك العلمي والمنهج العلمي. ومع ذلك، فإنها تنص على أن القرارات بشأن الصواب والخطأ يجب أن تقوم على أسس فردية ومشتركة جيدة ، مع عدم إعطاء أهمية للكائنات الميتافيزيقية أو الخارقة للطبيعة. وتكمن الفكرة في التعامل مع ما هو إنساني.

## الإنسانوية الشاملة
تتبنى الإنسانوية على نحو متزايد إدراكاً شاملاً لجنسنا البشري، كوكبنا، وحياتنا. ومع الإبقاء على تعريف الاتحاد الدولي للدراسات الإنسانوية والأخلاقية فيما يتعلق بموقف الحياة للفرد، فإن الإنسانوية الشاملة توسع دائرتها ضمن الإنسان العاقل لتأخذ بعين الاعتبار صلاحيات والتزامات البشر المتوسعة.
وتذكرنا وجهة النظر المتساهلة هذه بإنسانية النهضة في أنها تفترض أن للإنسانيين دوراً دفاعياً تجاه سيادة البشر، وهذا الموقف الاستباقي يحملها مسؤولية متناسبة معه تفوق تلك المترتبة على الإنسانوية الفردية. فهي تعرف التلوث والنزعة العسكرية والقومية والتمييز الجنسي والفقر والفساد بأنها قضايا سلوك إنساني محددة ومستمرة تتعارض مع مصالح جنسنا البشري. وتؤكد أن الحكم الإنساني يجب أن يكون موحداً وأنه شمولي بحيث لا يستبعد أي شخص بسبب معتقداته المباشرة أو دينه الشخصي فقط. وبذلك يمكن القول بأنها تكون وعاء للإنسانية غير المعلنة، ترسخ صورة ذهنية عقائدية تكامل بين المبادئ الشخصية للأفراد.
يقول دوايت جيلبرت جونز أن الإنسانوية قد تكون الفلسفة التي من الممكن تبنيها من قبل جنسنا البشري ككل - وبالتالي يتعين على الإنسانيين الشامليين عدم وضع شروط لا مبرر لها أو نابعة عن اهتمامات ذاتية على الذين من المحتمل أن يعتنقوا هذه الفلسفة، وعدم ربطها مع منازغات دينية.

## السيكولوجيا الإنسانوية
السيكولوجيا الإنسانويّة هي وجهة نظر سيكولوجية برزت في منتصف القرن العشرين كاستجابة لنظرية التحليل النفسيّ لسيغموند فرويد وسلوكيّة بورهوس فريدريك سكينر. تؤكد تلك المقاربة على الدوافع الداخليّة للفرد من أجل التحقق الذاتيّ والإبداع. قدَّم السيكولوجيّون كارل روغرز Carl Rogers وإبراهام ماسلو Abraham Maslow، سيكولوجيا إيجابيّة إنسانيّة في استجابة لما أطلقوا عليه الرؤية المتشائمة للتحليل النفسيّ في بدايات الستينات من القرن الماضي. تتضمن المصادر الأخرى كل من الفلسفة الوجوديّة والظاهراتيّة (الفينومينولوجيا).

## وصلات خارجية
- Chisholm, Hugh, ed. (1911). "Humanism" . Encyclopædia Britannica (بالإنجليزية) (11th ed.). Vol. 13.
- الرابطة الإنسانوية البريطانية (بالإنجليزية)